# Barokní most (Radim, okres Kolín)
Barokní most v Radimi na Kolínsku je jedním z historických kamenných mostů, překlenujících tok říčky Výrovky (Vavřineckého potoka). Jednoobloukový barokní most v Radimi je zapsán na Ústředním seznamu kulturních památek České republiky pod číslem 18360/2-840.

## Popis stavby
Kamenný most s jedním obloukem se nachází jen několik desítek metrů směrem na sever od radimského zámku. Most se původně klenul přes hlavní přeliv hráze dnes již zaniklého rybníka, vybudovaného na Výrovce. Most, postavený z pískovce a svorové ruly, je široký zhruba pět metrů, rozpětí oblouku činí přibližně sedm metrů. V druhé polovině 18. století byly na pilíře mostu umístěny čtyři barokní sochy světců.

## Historie
Most pochází z poloviny 18. století, přesné datum vzniku není jisté. Na klenáku, umístěném na jižní straně mostního oblouku, je nápis VM 1838, dokládající datum, kdy byl most opravován. Most poté sloužil místnímu provozu bez větších oprav až do 2. června 2013, kdy byl silně poničen povodní. V letech 2015 až 2016 byl most opět opraven.

### Sochy světců
Ačkoli je objekt zapsán na seznamu památek jako „silniční most se sochami světců“, žádné sochy se zde nenacházejí, dochovaly se jen čtyři konzole z červeného pískovce. Barokní sochy světců byly na most umístěny v letech 1767 až 1772 a vysvěceny byly 5. března 1772. Jednalo se o sochy sv. Floriána, sv. Mikuláše Tolentinského, sv. Gotharda a sv. Jana Nepomuckého. První dvě jmenované sochy světců se nacházejí v lapidáriu v Mnichově Hradišti. Jedna z těchto plastik, socha sv. Floriána, je signována iniciálami „I. P.“, z čehož se usuzuje, že sochy byly dílem Ignáce Františka Platzera. Socha Jana Nepomuckého je ztracena, originál sochy sv. Gotharda z roku 1767 rovněž neexistuje, pouze kopie této plastiky, která byla vytvořena v roce 1913 a nyní je umístěna v zámeckém parku v Radimi.